# Haworthia jansenvillensis
Haworthia jansenvillensis là một loài thực vật có hoa trong họ Măng tây. Loài này được Breuer mô tả khoa học đầu tiên năm 2004.